# Pazifischer Nordkaper

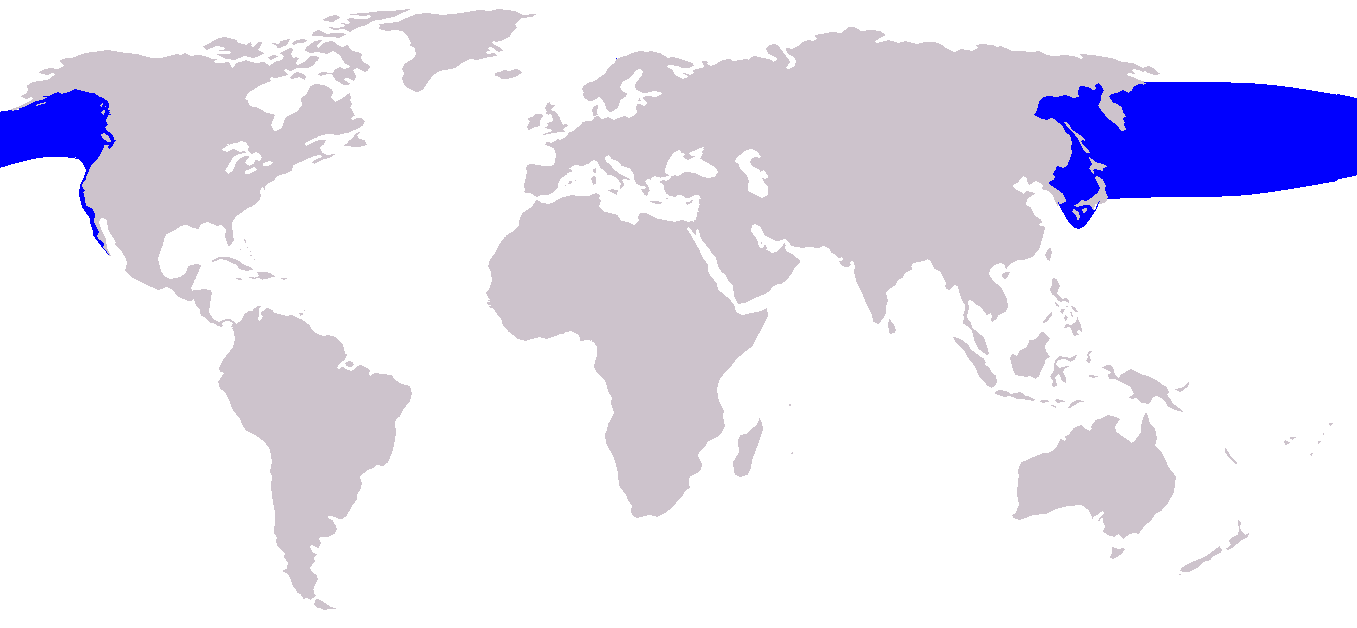
Verbreitungsgebiet

Der Pazifische Nordkaper (Eubalaena japonica) ist eine Walart aus der Familie der Glattwale (Balaenidae). Die Art wurde bis vor kurzem mit dem Atlantischen Nordkaper in einer gemeinsamen Art Nordkaper zusammengefasst, DNA-Untersuchungen haben jedoch ergeben, dass es sich um eine eigene Art handelt. Die Art ist stark gefährdet, es gibt vermutlich nur noch wenige hundert Tiere.

## Merkmale
Der Pazifische Nordkaper ist vom Atlantischen Nordkaper äußerlich nicht zu unterscheiden, wird aber mit bis zu 18,5 Metern geringfügig länger, wobei die Weibchen etwas größer sind als die Männchen. Das Gewicht liegt bei bis zu 80 Tonnen. Nordkaper sind große, kräftig gebaute und dunkle Wale ohne Finne oder Buckel. Nur am Bauch im Genitalbereich findet sich ein unregelmäßiger, zwischen den Individuen variabler weißer Fleck. Der Kopf ist groß und mit Schwielen bedeckt, die bei jedem Tier individuell gestaltet sind. Meist sind es weniger als beim Atlantischen Nordkaper. Die Mundlinie ist stark gebogen. Die Flipper sind groß und spatelförmig mit sich abzeichnenden Fingerknochen.

## Lebensweise
Pazifische Nordkaper ernähren sich von Ruderfuß- und anderen Kleinkrebsen. Es sind langsame, aber agile Schwimmer, die häufig springen. Die Fortpflanzungsrate ist niedrig, Weibchen gebären erst ab einem Alter von 6 bis 12 Jahren alle drei bis fünf Jahre ein Kalb. Die Fortpflanzungsrate wird weiter durch die Tatsache reduziert, dass die Mehrheit der Population von männlichen Tieren gebildet wird. Das Verhältnis liegt, je nach Schätzung, zwischen 1:2 und 1:9.

## Verbreitung
Das Verbreitungsgebiet umfasst den nördlichen Pazifik vom Ochotskischen Meer bis zur Beringsee und dem Golf von Alaska. Selten wird die Art auch vor Mexiko gesichtet. Die Weibchen gebären vor Japan.

## Bedrohung
Der Pazifische Nordkaper wurde ebenso wie der Atlantische Nordkaper intensiv bejagt, insbesondere nach dem Zusammenbruch der atlantischen Bestände. Es wird geschätzt, dass zwischen 1839 und 1909 etwa 26500 bis 37000 Tiere getötet wurden. In den 1960er Jahren wurden weitere etwa 500 Tiere illegal von sowjetischen Walfängern gefangen. Heute gelten Unfälle mit Schiffen, das Verfangen in Netzen und die Umweltverschmutzung als Hauptgefährdungsursachen. Der Bestand wird auf etwa 400 Tiere im Ochotskischen Meer und nur noch etwa 30 Tiere im Ostpazifik geschätzt. Die Art als ganze wird in der Roten Liste der gefährdeten Arten als stark gefährdet (Endangered) geführt, die ostpazifische Population gilt als vom Aussterben bedroht und es ist unsicher, ob sie sich überhaupt wieder erholen kann.